# Ювонен, Хелви
Хелви Ювонен (фин. Helvi Juvonen; 1919, Ийсалми — 1 октября 1959) — финская поэтесса и переводчица

. Лауреат Премии Эйно Лейно (1957).

## Биография
Получила религиозное воспитание. С детства сторонилась посторонних людей, ближайшим её другом была сестра Анна, страдавшая психическими заболеваниями, которая умерла в 1943 году. У брата Эйно были проблемы с психикой; он также умер в больнице.
В 1930 году Х. Ювонен поступила в лицей, где особенно интересовалась латынью. Училась играть на скрипке. В возрасте 17 лет написала своё первое стихотворение. В 1940 году поступила в Хельсинкский университет, где изучала финскую филологию. Учёбу не закончила, хотя в 1947 году получила магистерскую степень по финской поэзии.
Зарабатывала на жизнь как корректор и помощник банка.
В 1942 году вернулась на малую родину, учительствовала. В 1943 году провела несколько недель в психиатрической больнице в Хельсинки. Плохо питалась, весила всего 43 килограмма при росте 158 см.
После войны Х. Ювонен часто меняла работу, пока не решила полностью посвятить себя литературному творчеству. Трудно приспосабливалась к новым условиям. Жила на скудные доходы, питалась тарелкой каши через день. В 1948 году вторично была госпитализирована.
Страдала от периодических головных болей и депрессии. Годами жила в бедности в холодных комнатах, потеряла аппетит из-за принимаемых таблеток.
В 1951 году отправилась в Рим и Флоренцию, под вдохновением от Италии написала ряд стихов («Kardinaalin tilinpäätös», «Vainotut» и «Tevere»). В Италии начала писать запланированный роман, «Rajamaa», который она так и не закончила.
Болезнь не давала ей возможности работать регулярно, но её материальное положение несколько улучшилось, после получения государственной литературной премии Калеви Янтти за сборник стихов «Kalliopohja» (1955) и гранта Финской академии. В 1957 году Х. Ювонен была награждена финской литературной премией Эйно Лейно.
Замужем никогда не была. В литературных кругах Хельсинки ходила информация о её лесбийских отношениях.
Умерла в Хельсинки 1 октября 1959 года, от отказа почек в результате регулярного использования фенацетинсодержащих препаратов от головной боли.
Похоронена на кладбище Хиетаниеми.

## Творчество
После своего дебюта в 1949 году сборником поэзии (1949, «Карликовое дерево») Х. Ювонен опубликовала ещё пять сборников, темой которых была саморефлексия, духовность и мистика. Её главными работами являются «Kuningas Kultatakki» (1950), «Pohjajäätä» (1952) и «Kalliopohja» (1955). Х. Ювонен принадлежала к группе видных финских поэтесс послевоенных лет, которые сохранили и развили популярность традиционной поэзии в период, когда другие черпали вдохновение в англосаксонском модернизме. Большинство стихотворений Х. Ювонен выдержаны в меланхолическом духе.
Занималась переводами поэзии и прозы, таких авторов, как Эмили Дикинсон.

## Избранные произведения
- Kääpiöpuu: runoja, 1949
- Kuningas Kultatakki, 1950
- Pohjajäätä, 1952
- Päivästä päivään, 1954
- Kalliopohja, 1955
- Berggrunden
- Valikoima runoja, 1958
- Sanantuoja, 1959
- Helvi Juvosen runoja, 1964

Переводы
- Tohtori Živagon runot, 1958
- Rumer Godden, Viherluumujen kesä, 1959
- Friedrich Hebbel, Juudit, 1959
- Kootut runot, 1960
- Valitsee sielu seuransa: Emily Dickinsonin runojen suomennoksia, 1983